# Michel Peter
Charles-Félix-Michel Peter (Paris, 5 novembre 1824 - Paris, 9 juin 1893), était un médecin français. 

## Biographie
Né de parents pauvres, il est d'abord simple typographe.
Ancien chef de clinique du docteur Armand Trousseau à l'Hôtel-Dieu en 1863, il est élu à l'Académie nationale de médecine en 1878. Son épouse, Céline Belin était la nièce de Adrien Loir et également une cousine de la femme de Louis Pasteur avec lequel il était donc apparenté par double alliance. Michel Peter  attaqua les théories et les expériences de Pasteur notamment sur le vaccin anti-rabique.  D'après Vallery-Radot sa longue controverse avec Pasteur eut le mérite de faire admettre qu'il ne suffisait pas toujours qu'un germe infectieux pénètre dans une personne pour qu'une maladie infectieuse se déclare.
Son fils René Peter (1872-1947) fut un ami d'enfance de Marcel Proust.
Le professeur Peter est enterré au cimetière Notre-Dame de Versailles.

## Hommage
La rue Michel-Peter dans le 13e arrondissement de Paris porte son nom en hommage depuis 1899.
- Commandeur de la Légion d'honneur.